# Duško Pavasovič
Duško Pavasovič (* 15. Oktober 1976 in Split, SR Kroatien, SFR Jugoslawien) ist ein slowenischer Schachspieler und -trainer kroatischer Herkunft.

## Leben
1994 wurde er Zweiter bei der slowenischen U18-Einzelmeisterschaft in Kranj. 1995 gewann er das Raika Open in Paternion-Feffernitz. 1997 in Krško und 1998 in Maribor belegte er bei der slowenischen Einzelmeisterschaft den zweiten Platz, 1999 konnte er die slowenische Meisterschaft gewinnen (in Kranj) und wurde Großmeister. Im Juli 2000 gewann er die Offene Kärntner Landesmeisterschaft in Sankt Veit an der Glan. 2002 wurde er Erster beim Hit Open in Nova Gorica, 2003 dort geteilter Erster. Im selben Jahr nahm er wieder an der slowenischen Meisterschaft teil und wurde punktgleich Zweiter. Im April 2006 gewann er das Neckar-Open in Deizisau und im Juni 2006 das Open in Pula. Im Juli 2006 wurde er zum zweiten Mal slowenischer Meister, diesmal in Ljubljana. Bei der Europameisterschaft 2007 in Dresden belegte der den vierten Platz. Er hatte in diesem Turnier mit 2765 die höchste Elo-Leistung aller teilnehmenden Spieler in der Männerkonkurrenz. Im selben Jahr gewann er das 17. Dr. Milan Vidmar Memorial in Ljubljana mit 1,5 Punkten Vorsprung. Die slowenische Meisterschaft gewann er erneut im August 2007 in Ljubljana (in Drei-Punkte-Wertung mit sechs Punkten Vorsprung) und im Februar 2009 erneut das Hit Open in Nova Gorica. Seit 2013 trägt er den Titel FIDE-Trainer.
Pavasovič qualifizierte sich zweimal für den Schach-Weltpokal. 2007 besiegte er in der ersten Runde Alexander Shabalov und scheiterte in der zweiten Runde an Pjotr Swidler, 2009 konnte er wegen eines Sportunfalls nicht antreten und verlor damit in der ersten Runde kampflos gegen Judit Polgár.
Im Februar 2015 läge er auf dem vierten Platz der slowenischen Elo-Rangliste, er wird jedoch als inaktiv geführt, da er nach der Mannschaftseuropameisterschaft 2013 in Warschau keine Elo-gewertete Partie mehr gespielt hat. Mit seiner bisher besten Elo-Zahl von 2615 war er im Januar 2004 86. der FIDE-Weltrangliste.

## Mannschaftsschach
Für Slowenien nahm er von 1998 bis 2010 an sieben aufeinanderfolgenden Schacholympiaden (+32 =25 −18) und zwischen 1997 und 2013 an acht Europameisterschaften (+13 =34 −11) teil. Auch beim Mitropa-Cup war er erfolgreich. Bei sieben Teilnahmen (+23 =32 −7) holte er dreimal Mannschaftsgold (1997 in Montecatini Terme an Brett 2, 2002 in Leipzig an Brett 2 und 2005 in Steinbrunn an Brett 1) sowie zweimal die Mannschaftsbronzemedaille (1998 in Portorož an Brett 2 und 2003 in Pula an Brett 1). 1997 holte er beim Mitropa-Cup zusätzlich eine Einzelgoldmedaille für sein Ergebnis von 6 aus 9. Bei der Schacholympiade 2012 in Istanbul war Pavasovič nichtspielender Mannschaftskapitän der slowenischen Nationalmannschaft.
Vereinsschach spielte er in der österreichischen (von 2005 bis 2013 und erneut seit 2015 für den SK Maria Saal, mit dem er 2016 österreichischer Mannschaftsmeister wurde), französischen (für Cercle d'Echecs de Rueil Malmaison), slowenischen (früher für den ŠK Triglav Krško, mit dem er am European Club Cup 1998 teilnahm und den LŠK Metalka Trgovina, dann für den ŠD Ptuj, mit dem er zweimal am European Club Cup teilnahm), kroatischen (für den ŠK Liburnija Rijeka), griechischen (für Mytilini) und italienischen (für ASA Ancona) 1. Liga. In Ungarn spielte er bis 2010 für den Csuti Antal SK. Zalaegerszeg, mit dem er 2003, 2004, 2005, 2006 und 2008 die Mannschaftsmeisterschaft gewann.